# Cantonul Locminé
Cantonul Locminé este un canton din arondismentul Pontivy, departamentul Morbihan, regiunea Bretania, Franța.

## Comune
- La Chapelle-Neuve
- Locminé (reședință)
- Moréac
- Moustoir-Ac
- Moustoir-Remungol
- Naizin
- Plumelin
- Remungol